# 1935

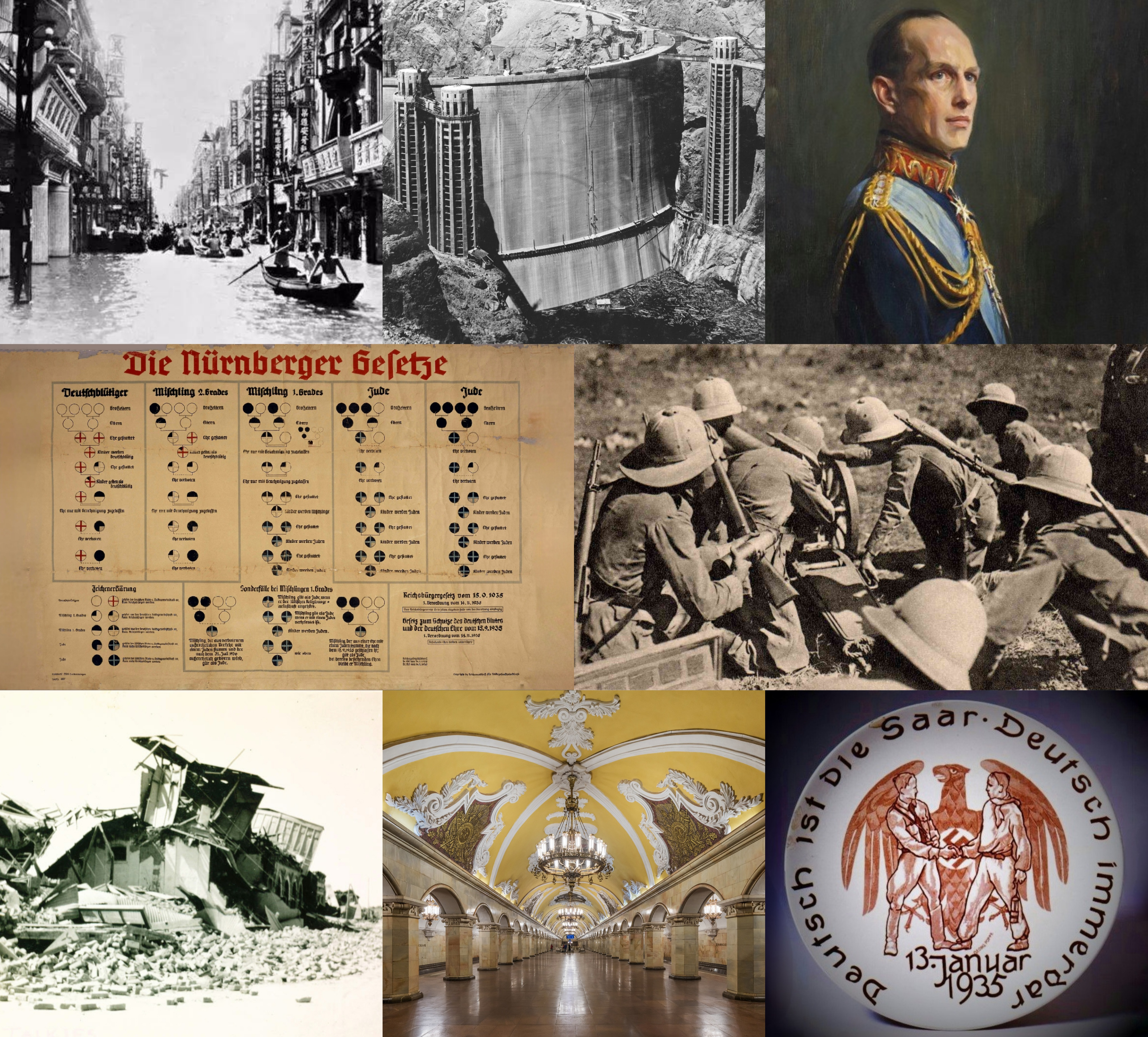

1935 (MCMXXXV) là một năm thường bắt đầu vào Thứ ba của lịch Gregory, năm thứ 1935 của Công nguyên hay của Anno Domini, the năm thứ 935  của thiên niên kỷ 2, năm thứ 35  của thế kỷ 20, và năm thứ  6   của thập niên 1930. 

## Sự kiện

### Tháng 1
- 1 tháng 1: Hồng quân Trung Quốc vượt Ô Giang thành công.

### Tháng 10
- 3 tháng 10: Ý xâm lược Ethiopia.

### Tháng 11
- 28 tháng 11: Trung ương Cộng hòa Nhân dân Trung Hoa ra tuyên ngôn kháng Nhật

### Tháng 12
- 2 tháng 12: Quốc dân chính phủ Trung Hoa được tổ chức, Tưởng Giới Thạch nhận chức hành chính viện trưởng.

## Sinh

### Tháng 4
- 21 tháng 4: Charles Grodin, diễn viên người Mỹ (m. 2021)

### Tháng 5
- 15 tháng 5: Cư Hòa Vần, trí thức người đồng bào dân tộc H'Mông; nguyên là Chủ tịch Hội đồng Dân tộc của Quốc hội Việt Nam (m. 2010)

### Tháng 8
- 6 tháng 8: Út Bạch Lan, nghệ sĩ cải lương người Việt Nam (m. 2016)
- 18 tháng 8: Hà Minh Trí, người từng được cho là ám sát Tổng thống Việt Nam Cộng Hòa Ngô Đình Diệm (m. 2020)

### Tháng 10
- 2 tháng 10: Ohara Noriko, nữ diễn viên lồng tiếng người Nhật Bản, nổi tiếng với vai Nobi Nobita (m. 2024)
- 3 tháng 10: Armen Borisovich Dzhigarkhanyan, diễn viên Liên Xô người Nga gốc Armenia (m. 2020)[1]
- 29 tháng 10: Takahata Isao, đạo diễn, nhà biên kịch, sản xuất phim người Nhật Bản (m. 2018)

### Tháng 11
- 7 tháng 11: Thanh Tùng, tác giả bài thơ Thời hoa đỏ (1972) được Phú Quang phổ nhạc (m. 2017)
- 8 tháng 11: Alain Delon, diễn viên, nhà sản xuất điện ảnh người Pháp (m. 2024)

### Tháng 12
- 1 tháng 12: Stêphanô Nguyễn Như Thể, Giám mục Công giáo Việt Nam, nguyên Tổng Giám mục Giáo phận Huế (1998–2012) (m. 2024)

## Mất
- 8 tháng 3 – Hachiko, chú chó giống Akita nổi tiếng về lòng trung thành của Nhật Bản. (s. 1923)
- 10 tháng 7 - Nguyễn Hữu Bài. (s. 1863)
- 9 tháng 11 – Nguyễn Hữu Thị Nhàn, tôn hiệu Khôn Nguyên Hoàng thái hậu, chính thất của vua Đồng Khánh (s. 1870).

## Giải Nobel
- Vật lý – James Chadwick.
- Hóa học – Frédéric Joliot, Irène Joliot–Curie.
- Y học – Hans Spemann.
- Văn học – không có giải.
- Hòa bình – Carl von Ossietzky.